# Attack and Release
Albums de The Black Keys
The Magic Potion
(2006) Blakroc
(2009)
Attack and Release est le cinquième album du duo de blues rock américain The Black Keys paru en 2008. Il s'agit de leur second disque enregistré pour le label Nonesuch Records classé 14e au BillBoard 200. Le morceau I Got Mine est classé 23e dans la liste des 100 meilleurs morceaux de 2008 par le magazine Rolling Stone.

## Musiciens
- Dan Auerbach - guitare, chant
- Patrick Carney - batterie
- Marc Ribot - guitare

## Liste des titres
Tous les morceaux sont des compositions de Dan Auerbach et de Patrick Carney.
1. All You Ever Wanted - 2:55
2. I Got Mine - 3:58
3. Strange Times - 3:09
4. Psychotic Girl - 4:10
5. Lies - 3:58
6. Remember When (Side A) - 3:21
7. Remember When (Side B) - 2:10
8. Same Old Thing - 3:08
9. So He Won't Break - 4:13
10. Oceans & Streams - 3:25
11. Things Ain't Like They Used to Be - 4:54

Titre bonus :
- Mr. Dibbs "Fight for Air" Mashup - 4:02